# El Hassan El-Abbassi
El Hassan El-Abbassi, född 13 april 1984, är en bahrainsk långdistanslöpare.
El-Abbassi tävlade för Bahrain vid olympiska sommarspelen 2016 i Rio de Janeiro, där han slutade på 26:e plats på 10 000 meter.